# Philipp Müller (Maler)
Philipp Müller (* 13. September 1869 in Dalsheim; † 13. Januar 1918 in Eberstadt) war ein deutscher Maler.
Philipp Müller, Sohn eines Landwirts, war Schüler an den Kunstakademien in Karlsruhe bei L. Ritter und ab 1894 in München bei Paul Hoecker. Er war als Bildnismaler in Darmstadt tätig.